# Maldív-szigeteki labdarúgó-szövetség
A Maldív-szigeteki labdarúgó-szövetség (angolul: Football Association of Maldives [FAM]) a Maldív-szigetek nemzeti labdarúgó-szövetsége. 1982-ben alapították.